# Hoya bonii
Hoya bonii är en oleanderväxtart som beskrevs av Julien Noël Costantin. Hoya bonii ingår i släktet Hoya och familjen oleanderväxter. Inga underarter finns listade i Catalogue of Life.